# 薛曜
薛曜（？—约704年），字异华，蒲州汾陰（今山西萬榮）人，唐代傑出書法家。

## 介绍
薛曜是宰相薛元超之子，是詩人薛道衡曾孫，魏徵外甥薛稷同一師承，筆法得力於褚遂良、歐陽詢、虞世南、王羲之、王獻之，甚或北碑、篆隸，融會貫通，露鋒瘦硬，筋骨並重，神彩飛揚，自成一家，其唐弟薛稷、中、晚唐傑出書家顏真卿、柳公權，乃至宋徽宗「瘦金體」皆受其啟發。薛曜對楷書技法之研發與影響力並不亞於被公認為「初唐四大家」之歐陽詢、虞世南、褚遂良、薛稷，理應將其與薛稷並列為「初唐五大家」。有說吳湖帆的字畫也是從他學習得來的，但薛曜並無畫作存世，吳湖帆書風與瘦金體相近，無明顯薛曜成份，故此說不足信。《夏日游石淙詩并序》是薛曜的代表作，為“石淙河摩崖題記”之一。

## 作品
- 《子夜冬歌》
- 《奉和聖製夏日遊石淙山》
- 《邙山古意》
- 《送道士入天台》